# جان ای. لوگان
جان ای. لوگان (به انگلیسی: John A. Logan) سناتور سابق عضو حزب جمهوری‌خواه ایالات متحده آمریکا بود. وی در سال ۱۸۷۱ تا ۱۸۷۷ و ۱۸۷۹ تا ۱۸۸۶ میلادی سناتور ایالت ایلی‌نوی در سنای ایالات متحده آمریکا بود.